# Paul-Friedrich Berger
Paul-Friedrich Berger (* 18. Januar 1890 in Krefeld; † 30. März 1971) war ein deutscher Gymnasiallehrer und sozialdemokratischer Politiker (Mitglied des Landtages von Nordrhein-Westfalen).

## Leben und berufliches Wirken
Berger studierte nach dem Besuch des Realgymnasiums Philosophie, Mathematik und Naturwissenschaften und promovierte 1913 zum Dr. phil. Während des Ersten Weltkriegs war er Soldat. Seit 1919 unterrichtete er an verschiedenen Schulen. Zwischen 1927 und 1930 war er Dozent an der Thüringer Heimvolkshochschule. Im Jahr 1945 wurde Berger zum kommissarischen Direktor des staatlichen Gymnasiums in Wesel ernannt. Seit 1947 arbeitete er an einem Gymnasium in Oberhausen. Daneben war er als Dozent und Schriftsteller auf kulturellem Gebiet tätig.

## Partei
Unmittelbar nach seiner Rückkehr aus dem Ersten Weltkrieg wurde Berger Mitglied der SPD und hat in den verschiedenen Orten seiner beruflichen Tätigkeit für die Partei gearbeitet. So war er ab 1930 Kulturreferent der SPD im Unterbezirk Duisburg Wesel und auch auf kulturpolitischem Gebiet für die Partei und die freien Gewerkschaften tätig. Im Jahr 1945 war er maßgeblicher Neubegründer der SPD im Kreis Rees. Er war Vorstandsmitglied der Partei in Wesel und im Unterbezirk sowie Fraktionsvorsitzender und stellvertretender Bürgermeister in Wesel. Darüber hinaus war der Landesvorsitzender der Arbeitsgemeinschaft sozialdemokratischer Lehrer.

## Mandate
Berger gehörte 1946/47 den beiden ernannten Nordrhein-Westfälischen Landtagen an. In der ersten regulären Wahlperiode rückte er am 29. Juli 1947 für seinen ausgeschiedenen Parteifreund Heinrich Klerx nach. Nach der Landtagswahl 1950 schied er zunächst aus dem Parlament aus, rückte dann aber am 7. Januar 1954 für den verstorbenen Albert Martmöller bis zum Ende der Wahlperiode im Juli 1954 nach.